# Sander van Smaalen
Sander van Smaalen (* 20. Mai 1958 in Zwolle, Niederlande) ist ein niederländischer Chemiker und Professor für Kristallographie an der Universität Bayreuth.

## Werdegang
Van Smaalen studierte Chemie an der Universität Utrecht, Niederlande, und wurde dann an der Reichsuniversität Groningen, Niederlande, promoviert.
Im Anschluss arbeitete er als Post-Doc an der State University of New York at Buffalo, New York, U.S.A., an der Reichsuniversität Groningen, Niederlande, und an der Christian-Albrechts-Universität Kiel.
Seit November 1995 hat er den Lehrstuhl für Kristallographie an der Universität Bayreuth inne.
Seine Forschungsschwerpunkte liegen auf dem Gebiet der Kristallographie aperiodischer Kristalle und der Kristallographie fehlgeordneter Kristalle.
Als experimentelle Methode dienen ihm Röntgenbeugung und Neutronenbeugung bei Normalbedingungen und bei hohen und tiefen Temperaturen und hohen Drücken.
Sein Hauptinteresse gilt dabei der Beziehung zwischen Kristallstruktur und physikalischen Eigenschaften sowie dem Verständnis von strukturellen Phasenumwandlungen.
Ämter und Funktionen
- Arbeitskreis AK 16: Aperiodische Kristalle der Deutschen Gesellschaft für Kristallographie (DGK)
  - 1996 – jetzt: Vorsitzender

- Arbeitskreis SIG 3: Aperiodische Kristalle der European Crystallographic Association (ECA)
  - 2009–2012: Vorsitzender
  - 2018 – jetzt: Co-Vorsitzender

- Kommission Aperiodische Kristalle (Commission on Aperiodic Crystals) der International Union of Crystallography (IUCr)
  - 1996–1999: Mitglied
  - 1999–2005: Vorsitzender
  - 2005 – jetzt: Beisitzer/Berater

- Kommission Zeitschriften (Commission on Journals) der International Union of Crystallography (IUCr)
  - 1999–2013: Mitglied

- Kommission Kristallographische Nomenklatur (Commission on Crystallographic Nomenclature) der International Union of Crystallography (IUCr)
  - 2011–2014: Mitglied

- Zeitschrift Acta Crystallographica B
  - 1999–2011: Co-Editor
  - 2011–2013: Section-Editor

## Auszeichnungen
- 1987: Stipendium der Königlich Niederländischen Akademie der Wissenschaften (KNAW) im Programm Akademieonderzoekers für 5 Jahre
- 2016: Will-Kleber-Gedenkmünze der Deutschen Gesellschaft für Kristallographie (DGK) als Auszeichnung für hervorragende wissenschaftliche Beiträge auf ausgewählten Gebieten der Kristallographie.

## Veröffentlichungen (Auswahl)
- Lehrbuch: Sander van Smaalen: Incommensurate Crystallography. No. 21 in der Reihe: IUCr Monographs on Crystallography. Oxford University Press (2007). ISBN 9780198570820, doi:10.1093/acprof:oso/9780198570820.001.0001